# Romola (romanzo)
Romola (1862-1863) è un romanzo storico scritto dalla scrittrice inglese Mary Ann Evans con lo pseudonimo di George Eliot, ambientato a Firenze nel XV secolo. Si tratta di "uno studio approfondito della vita nella città da un punto di vista intellettuale, artistico, religioso e sociale". La storia si svolge in mezzo a eventi storici reali accaduti durante il Rinascimento italiano e include nella trama diversi personaggi noti della storia fiorentina, come Girolamo Savonarola e Niccolò Machiavelli.
Il romanzo è apparso per la prima volta in quattordici parti pubblicate sul Cornhill Magazine da luglio 1862 (vol. 6, n. 31) ad agosto 1863 (vol. 8, n. 44), ed è stato pubblicato per la prima volta come libro, in tre volumi, da Smith, Elder & Co. nel 1863.
Dal libro venne tratto un film muto nel 1924, con protagonista la star americana Lillian Gish.